# Feyenoord
Teljes nevén Feyenoord Rotterdam, holland labdarúgóklub. Az Ajax Amsterdam, és a PSV Eindhoven mellett a németalföldi nagy hármas egyike a Feyenoord. A csapat székhelye Rotterdam.

## Története
A klub játékosai szinte minden egyes évben harcba szállnak és harcban állnak a holland bajnoki címért folytatott küzdelemben. Ennek következtében napjainkig tizenhat alkalommal végeztek a képzeletbeli bajnoki dobogó legtetején, számtalanszor hódították el a holland kupát. Ugyanakkor nemzetközi szinten is szép sikereket könyvelhet el a klub, legutóbbi kimagasló eredményüket a 2002-es UEFA kupáért folytatott küzdelemben mutatták fel, ekkor megnyerték a sorozatot.
A csapat a 2021-2022-es szezonban bejutott az UEFA Konferencia Liga döntőjébe, ahol az olasz AS Roma együttesétől 1-0 arányban vereséget szenvedtek.

## Sikerlista
- Holland bajnok (16): 1924, 1928, 1936, 1938, 1940, 1961, 1962, 1965, 1969, 1971, 1974, 1984, 1993, 1999, 2017, 2023
- Holland kupa győztes (14): 1930, 1935, 1965, 1969, 1980, 1984, 1991, 1992, 1994, 1995, 2008, 2016, 2018, 2024
- Holland szuperkupa győztes (5): 1991, 1999, 2017,[1] 2018,[2] 2024
- BEK/BL győztes (1): 1970
- UEFA-kupa/Európa-liga-győztes (2): 1974, 2002
- Interkontinentális kupa győztes (1): 1970
- Intertotó-kupa döntős: 1962
- UEFA Konferencia Liga döntős: 2022

## Jelenlegi keret
2024. augusztus 1-i állapotnak megfelelően.
| #  |     | Poszt | Név                      |
| -- | --- | ----- | ------------------------ |
| 1  | NED | K     | Justin Bijlow            |
| 2  | NED | V     | Bart Nieuwkoop           |
| 3  | NED | V     | Thomas Beelen            |
| 4  | NED | V     | Lutsharel Geertruida     |
| 5  | NED | V     | Gijs Smal                |
| 6  | ALG | KP    | Ramiz Zerrouki           |
| 8  | NED | KP    | Quinten Timber           |
| 9  | JPN | CS    | Ueda Ajasze              |
| 10 | NED | CS    | Calvin Stengs            |
| 11 | NED | V     | Quilindschy Hartman      |
| 14 | BRA | CS    | Igor Paixão              |
| 15 | PER | V     | Marcos López             |
| 17 | CRO | KP    | Luka Ivanušec            |
| 18 | AUT | V     | Gernot Trauner ()        |
| 19 | ARG | CS    | Julián Carranza          |
| 20 | CRC | V     | Jeyland Mitchell         |
| 21 | NOR | V     | Marcus Holmgren Pedersen |

| #  |     | Poszt | Név                 |
| -- | --- | ----- | ------------------- |
| 22 | GER | K     | Timon Wellenreuther |
| 23 | ALG | CS    | Anis Hadj Moussa    |
| 24 | NED | KP    | Gjivai Zechiël      |
| 25 | SVK | CS    | Leo Sauer           |
| 26 | NED | V     | Givairo Read        |
| 27 | NED | KP    | Antoni Milambo      |
| 28 | NED | V     | Neraysho Kasanwirjo |
| 29 | MEX | CS    | Santiago Giménez    |
| 30 | ARG | KP    | Ezequiel Bullaude   |
| 32 | CZE | KP    | Ondřej Lingr        |
| 33 | SVK | V     | Dávid Hancko        |
| 34 | CIV | KP    | Chris-Kévin Nadje   |
| 35 | SWE | CS    | Patrik Wålemark     |
| 36 | BEL | V     | Antef Tsoungui      |
| 37 | NED | CS    | Jaden Slory         |
| 39 | NED | K     | Mikki van Sas       |

## Magyarok a klubnál
A csapatnak eddig hét magyar labdarúgója és három magyar származású edzője volt.
| Játékosok - Ladinszky Attila (1971–1973) - Róth Antal (1986–1989) - Kiprich József (1989–1995) - Petry Zsolt (1997–1998) - Babos Gábor (2004–2005) - Simon Krisztián (2011) - Kovács Krisztián (2020–2021) | Edzők - Molnár Ferenc (pályaedző, 1934–1935) - Dombi Richárd (1935–1939, 1951–1952, 1955–1956) - Höfling Norbert (1963–1964) |